# エシカル
エシカル（ethical）とは、「倫理的」「道徳上」という意味の形容詞である。つまり、「法律などの縛りがなくても、みんなが正しい、公平だ、と思っていること」を示す。
英語圏を中心に倫理的活動を「エシカル（ethical）○○○○」と表現し、エシカル「倫理的=環境保全や社会貢献」という意味合いが強くなっている。身近な倫理的活動としては、主にエシカルコンシューマリズムが挙げられる。

## 用語

### エシカル消費
エシカル消費（英語: Ethical Consumption）は、その商品を購入することで環境や社会問題の解決に貢献できる商品を購入し、そうでない商品は購入しないという消費活動を指す。日本語表記としては倫理的消費もある
最も注目されている商品カテゴリとしては、エシカルファッションが挙げられる。
エシカル消費をおこなう消費者をエシカルコンシューマー（英語: Ethical Consumer）とも呼ぶ。
1989年にイギリスで専門誌『エシカルコンシューマー』が創刊される。1998年にはイギリスでエシカルビジネスを推進する協会「エシカル・トレード・イニシアチブ（英語: Ethical Trading Initiative）」が発足する。アメリカ合衆国では2010年に消費者行動の研究家であるジョン・ガーズマとジャーナリストのマイケル・ダントニオが『Spend Shift: How the Post-Crisis Values Revolution Is Changing the Way We Buy, Sell, and Live』を上梓し、アメリカにおけるエシカルに取り組む企業やエシカル消費の事例が紹介された。2011年にはプレジデント社より『スペンド･シフト ＜希望＞をもたらす消費』として邦訳版が販売されている。
デルフィスによれば、「エシカル」というキーワードのGoogle検索数は年々増加しており、特に20代、60代男女の関心が高いという調査結果が得られている。また、2014年には「日本エシカル消費推進協議会」が設立され、2015年には消費者庁にエシカル消費の研究会である「倫理的消費調査委員会」が設置された。2020年2月に消費者庁が実施した調査では、エシカル消費の経験があり、かつ今後も継続したいとの回答した人の割合が35.5%、未経験ながらエシカル消費に前向きな回答をした人の割合が45.7%と、4年前の調査よりも増加傾向にあることが確認された。
こうした中で、エシカルを謳った商品を取り扱う店舗が数多く開店した。しかし、そもそもエシカル志向の顧客は大量消費をしない傾向にあることから、経営難に陥り開店後1年程度で閉店する例が見られる。

### エシカルファッション
以下のような過程で作られた衣類、ファッション雑貨やアクセサリー及びそれらを重視したスタイルを、エシカルファッションと呼ぶ。
1. 素材の選定、購入において、テキスタイルであればオーガニックコットンや天然染料を用いたものを使う、皮革であれば食肉の副産物を利用する、浄化システムを完備した工場で作られた素材を使う、金具パーツであれば紛争の資金源になるようなメタルは使わないなど。
2. 企画・デザインにおいて、材料の無駄がでないようなデザインを心がける、大量生産や廃棄を促進するファストファッションではなく、定番のアイテムを企画・デザインするなど。
3. 製造において、フェアトレード（最低価格の保証、フェアトレード・プレミアムの支払い、長期的な安定した取引、前払い、児童労働・強制労働の禁止、安全な労働環境、民主的な運営、労働者の人権を守るなど）や環境負荷の低減（CO2や水を大量使用しない、毒性の高い成分を河川や大地などに排出しないなど）などに配慮する、手仕事や伝統技法を多用するなど。

エシカルファッションのルーツは60年代頃に生まれたヒッピーファッション、自然派ファッションに遡る。言葉としては2004年にフランスのパリで開催された「エシカルファッションショー」で使用されたのが最初と言われている。その後欧米を中心に急速に普及してきたが、2013年のラナ・プラザ崩落事故により世界的に大きなムーブメントとなる。ラナプラザ崩壊事故とは、バングラデシュで、縫製工場の入ったビルが倒壊し1129人が死亡した産業事故。この縫製工場では多くの世界的に有名なブランドの製品が作られていたが、ブランド側は彼らの劣悪な労働環境を把握しておらず、そのため事故責任も果たそうとしなかった。同様に、フェアトレードを自称しているブランドでも、フェアトレード認証を持った海外の工房から買い付けをしているだけで、自社工房を持っているわけでも現地に自社駐在員を派遣しているわけでもなく、実際の現地の労働環境は把握できていないというブランドは未だに多く問題となっている。
様々な課題は抱えつつも、次世代のファッションのあり方として確実に注目を集めており、市場規模は世界的に成長している。日本においてもこれらのコンセプトにのっとったブランドが少しずつ出はじめ、注目されている。

### エシカルフード
エシカルフードとは、原料の生産者の生活や自然環境、動物に目を向けたフード（代替肉／プラントベースドミート、培養肉、オーガニック、フェアトレード）のこと。
サスティナブルやSDGsが注目されるようになり、食に関するエシカルも考えられるようになった。

### エシカルジュエリー
エシカルファッションのうち、特にジュエリーをエシカルジュエリーとカテゴライズすることもある。人や社会・自然環境に配慮をした素材（フェアトレードやリサイクルの素材）を使用して作られる。紛争ダイヤモンドなど紛争の引き金となる素材を使用しないことや、採掘や生産の過程において不当に低賃金な労働や児童労働が存在していない鉱物を使用したジュエリーのことを指す。また、「負の要素」のないジュエリーとして、結婚指輪等の記念的な用途にも用いられる。

### エシカルヒーロー
自分の利益を犠牲にしても倫理的に正しいことを行い賞賛される人物をエシカルヒーローと呼ぶ。

### エシカルハッカー
高い倫理観と道徳心を兼ね備え、高い技術を持ったハッカーのことをエシカルハッカー（またはホワイトハッカー）と呼ぶ。

### エシカルインベストメント
エシカルの概念を判断材料に採り入れた投資手法。この考え方で設定されたファンドをエシカルファンドと呼び、エコファンド等と共に、SRI（社会的責任投資）の一形態とされる。

### エシカルビューティー
美容を通じて社会や環境に配慮する考え方で「ヘアー、ネイル、メイク、ファッション、フード」などすべてを通じて女性が美しくなる過程でその行為が環境と社会に配慮したものであるという考え方。佐藤公祥の発足による美容師が発信するエシカルな活動。

### エシカルトラベル
サスティナブルツーリズムをさらに追及した観光形式。新型コロナウイルス感染症の流行をうけ旅行が感染拡大の一因となったことから、アフターコロナを見据えた新しい旅の様式。レジリエント・ツーリズムやリジェネラティブ・トラベルなどの総称。

### エシカルビレッジ
環境に配慮し、自然と人間の共生に取り組む地方都市や農村。スローシティや世界で最も美しい村などを包括する概念。